# Гольдфарб, Гай
Гай Гольдфарб (ивр. גיא גולדפרב‎, род. 1975, Израиль) — израильский военный деятель, бригадный генерал Армии обороны Израиля, командир флотилии ракетных кораблей (3-й флотилии) в 2017—2019 годах, с 2021 года начальник Управления штаба ВМС Израиля.

## Биография

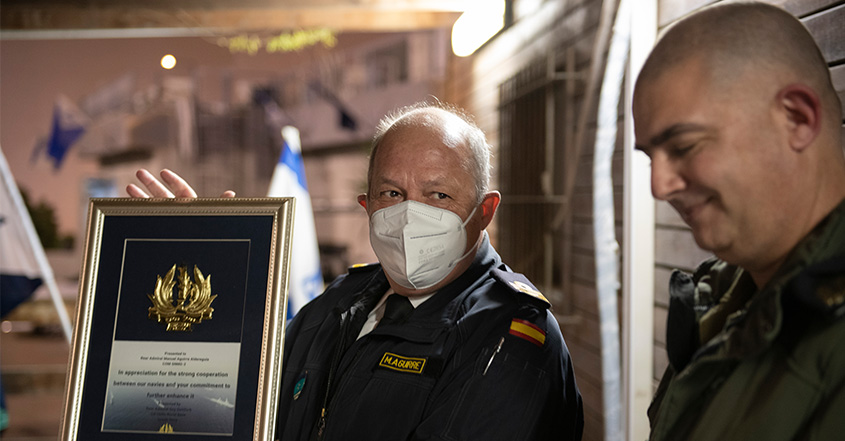
Контр-адмирал ВМС Испании Мануэль Агирре (командир 2-й постоянной военно-морской группы НАТО) и Гольдфарб на учениях ВМС Израиля и НАТО

Гай Гольфарб родился 7 мая 1975 года в городе Кирьят-Хаим, где закончил начальную школу "Нетивот" и старшую школу Кирьят-Хаима.
В 1993 году был призван на службу Армию обороны Израиля и проходил службу в ВМС Израиля. Прошёл курсы офицеров в Израильской военно-морской академии, окончил Школу военно-морского командования. Служил штурманом («Кцин Мишмерет») на ракетном катере «Геула» (тип «Саар-4,5»), командиром оружейно-штурмового отделения («Кцин Нешек») на корвете «Ацмаут» (тип «Саар-6».
Участвовал в боевых действиях в Ливане как командир патрульного катера типа «Супер Двора» в 914-м дивизионе. В 2002—2003 годах командовал ракетным катером «Кидон» (тип «Саар-4,5»). Затем стал старшим инструктором военно-морской академии, начальником сектора («Рош Мадор») в Направлении морских операций («Анаф Мивцаэй Ям»).
С июля 2010 года — подполковник Армии обороны Израиля, до 2012 года командовал 916-й сторожевой эскадрой, затем был начальником Оперативного направления («Рош Анаф Оперативи») в Оперативном отделе ВМС («Махлекет hа-Мивцаим»). В 2013—2015 годах командовал 31-м дивизионом флотилии ракетных кораблей Шайетет 3, в 2015 году стал заместителем командира Шайетет 3. В апреле 2016 года назначен командиром базы израильских ВМС «Ашдод». Окончил Курс командиров бригад сухопутных войск Армии обороны Израиля.
С 13 августа 2017 года по 7 августа 2019 года — командир Шайетет 3. В этот период 3-я флотилия получила приз Начальника Генерального штаба отличному подразделению («Прас hа-РАМАТКАЛь ле-Йехидот Мицтаенот») и Медаль благодарности Начальника Генерального штаба («От hаараха ми-Таам hа-РАМАТКАЛь») за ряд успешных операций. Гольдфарб был участником учений ВМС Израиля, прошедших 31 января 2019 года под кодовым названием «Море гнева»: в ходе учений израильские ВМС отражали атаки условного противника на месторождения газа (учения подобного плана прежде в Израиле не проводились). Далее учился в Колледже национальной безопасности (МАБАЛь).
8 июля 2020 года произведён в бригадные генералы. С того же месяца — командир базы израильских ВМС «Хайфа». Участвовал в ряде операций против «Хезболлы». В августе 2021 года назначен начальником управления штаба ВМС Израиля.
Получил степень бакалавра в области политологии с отличием и степень магистра в Хайфском университете. Женат, имеет сына и двух дочерей.